# Stroudia pacifica
Stroudia pacifica är en stekelart som beskrevs av Giordani Soika 1976. Stroudia pacifica ingår i släktet Stroudia och familjen Eumenidae. Utöver nominatformen finns också underarten S. p. litoralis.